# Visconde de Agarez
Visconde de Agarez é um título nobiliárquico criado por D. Manuel II de Portugal, por Decreto de data desconhecida de 1908, em favor de Francisco Alves Machado, depois 1.º Conde de Agarez.
Titulares
1. Francisco Alves Machado, 1.º Visconde e 1.º Conde de Agarez.